# Мулаттьери, Самуэле
Самуэле Мулаттьери (итал. Samuele Mulattieri; род. 7 октября 2000, Специя, Лигурия) — итальянский футболист нигерийского происхождения, центральный нападающий клуба «Сассуоло».

## Клубная карьера
Мулаттьери — воспитанник клуба «Специя». 14 апреля 2018 года в матче против «Фрозиноне» он дебютировал в итальянской Серии B. 22 апреля в поединке против «Пескары» Самуэле забил свой первый гол за «Специю». В 2020 году Мулаттьери подписал контракт с миланским «Интером» и сразу был отдан в аренду в нидерландский «Волендам». 16 октября в матче против дублёров ПСВ он дебютировал в Эрстедивизи. В этом же поединке Самуэле забил свой первый гол за «Волендам». По итогам сезона игрок забил 18 мячей и стал лучшим бомбардиром команды.
Летом 2021 года Мулаттьери был арендован клубом «Кротоне». 22 августа в матче против «Комо» он дебютировал за новую команду. В этом же поединке Самуэле сделал «дубль», забив свои первые голы за «Кротоне».
Летом 2022 года Мулаттьери на правах аренды перешёл в «Фрозиноне». 14 августа в матче против «Модены» он дебютировал за новую команду. 21 августа в поединке против «Брешии» Самуэле забил свой первый гол за «Фрозиноне». Летом 2023 года Мулаттьери перешёл в «Сассуоло». Сумма трансфера составила 6 млн евро. 13 августа в матче Кубка Италии против «Козенцы» он дебютировал за основной состав. В этом же поединке Самуэле сделал «дубль», забив свои первые голы за «Сассуоло». 20 августа в матче против «Аталанты» он дебютировал в итальянской Серии A.